# Ségobriges
Les Ségobriges faisaient partie des peuples celto-ligures. Ils habitaient une partie de l'actuel département des Bouches-du-Rhône. Ce peuple  est déjà bien caractérisé au Premier Âge du Fer ce qui est une ancienneté remarquable pour la région. Leur chef-lieu était Lacydon. C'est l'actuel Vieux-Port de Marseille. Ils ont donc été le premier peuple en contact avec les Phocéens qui débarquèrent dans ce port. Le mythe fondateur de Marseille raconte que Gyptis, fille du roi des Ségobriges, tomba amoureuse de Protis, un marin de Phocée.

## Ethnonymie
L'ethnonyme Ségobrige (ou Ségobrigien, en latin Segobrigii) est un composé du celtique (gaulois) -brigo qui veut dire « force, vigueur » (lire brīgo-). Brigo- apparait par exemple comme second élément des théonymes de Lusitanie Tamaeobrigus et Banduetobrigus. Brigo- se perpétue également dans le mot italien brio, vraisemblablement d'origine provençale : briu et l'ancien français brif « valeur, mérite », ainsi que dans les langues celtiques insulaires comme le vieil irlandais bríg « pouvoir, puissance, force, valeur » et le gallois bri « pouvoir, prestige, autorité » et Sego- de sego- qui signifie « victoire, force », et  qui apparait généralement comme premier élément dans les noms de personnes et noms de lieux, dont la Provence : Segu-sterone (Sisteron) ou Sigonce. Il se perpétue dans les langues celtiques insulaires : vieil irlandais seg « force, vigueur »; gallois hy « hardi, audacieux » (avec évolution brittonique de s- > h- et chute de -g final), le sens de victoire étant plutôt celui du gaulois (cf. germanique commun *segez- > allemand Sieg « victoire »),.

## Origine
Dès le Premier  Age du Fer, les Celtes sont parvenus jusqu'aux rivages méditerranéens. Les Ségobriges seraient typiquement celtiques  ,. Ce peuple appartient à une communauté linguistique celto-ligure qui se serait implantée en -800 soit bien antérieurement  à la fondation 
de Marseille par les phocéens en -600  ,.

## Vestiges
Le seul site Ségobrige dont on a retrouvé des traces d'une occupation avant l'arrivée des Phocéens est l'oppidum des Baou de Saint-Marcel. Il est situé dans l'actuel quartier Saint-Marcel de Marseille de la vallée de l'Huveaune, à 7 kilomètres de Lacydon.
Des fouilles récentes sur le site de l'oppidum de Saint-Blaise pourraient indiquer que ces vestiges auraient été la capitale des Ségobriges.

## Géographie
le territoire des Ségobriges, juste avant l'arrivée des phocéens, est un ample cirque de montagne qui domine le port du Lacydon, lequel s'étend au pied de collines en forme d'amphithéâtre (buttes Saint-Laurent, des Moulins et des Carmes). Il est limité
- Au nord par la chaîne de l'Étoile,
- A l'est par le massif du Garlaban,
- Au sud par les massifs de Saint-Cyr et de la Gardiole,
- A l'ouest par la mer.

Il comprend deux petites rivières qui drainent la plaine côtière :
- L'Huveaune aussi appelé à l'époque Ubelka
- le Jarret aussi appelé à l'époque Lacydon

Dans l'arrière pays Segobrige se trouve le pagus Lucretius . Il s'agit de la  moyenne vallée de l'Huveaune, près 
de l'actuelle Gemenos.
Le chef-lieu de cet arrière-pays est Gargarius, ou se trouve actuellement la chapelle Saint-Jean de Garguier. Ce toponyme est à rattacher à la légende du Gargantua Celtique. Gargarius est défini par les auteurs latins par "FINIBUS ARELATENSIUM" ce qui signifie "À la frontière de la région d'Arles"

## La légende de la fondation de Marseille
Les mentions de l'existence de la tribu des Ségobriges figurent dans l’Abrégé des Histoires Philippiques de Trogue Pompée de Justin : « À l'époque du roi Tarquin, des jeunes gens phocéens, venant d'Asie, arrivèrent à l'embouchure du Tibre et conclurent un traité d'amitié avec les Romains ; puis ils s'embarquèrent pour les golfes les plus lointains de Gaule et fondèrent Marseille, entre les Ligures et les peuplades sauvages de Gaulois ; ils accomplirent de grands exploits, soit en se protégeant par les armes contre la sauvagerie gauloise, soit en attaquant d'eux-mêmes ceux par qui ils avaient été attaqués auparavant. Et en effet, les Phocéens, contraints par l'exiguïté et la maigreur de leur terre, pratiquèrent avec plus d'ardeur la mer que les terres : ils gagnaient leur vie en pêchant, en commerçant, souvent même par la piraterie, qui était à l'honneur en ces temps-là. C'est pourquoi, ayant osé s'avancer en direction du rivage ultime de l'Océan, ils arrivèrent dans le golfe gaulois à l'embouchure du Rhône, et captivés par le charme de ce lieu, une fois de retour chez eux, ils attirent davantage de gens en racontant ce qu'ils avaient vu. Les commandants de la flotte furent Simos et Protis. Ils vont ainsi trouver le roi des Ségobriges, appelé Nanus, sur les territoires duquel ils projetaient de fonder une ville. Il se trouva que ce jour-là le roi était occupé aux préparatifs des noces de sa fille Gyptis, qu'il se préparait à donner en mariage à un gendre choisi pendant le banquet, selon la coutume nationale. Et ainsi, alors que tous les prétendants avaient été invités aux noces, les hôtes grecs sont aussi conviés au festin. Ensuite, alors que la jeune fille, à son arrivée, était priée par son père d'offrir de l'eau à celui qu'elle choisissait pour époux, elle se tourna vers les Grecs sans tenir compte de tous les prétendants et offrit de l'eau à Protis qui, d'hôte devenu gendre, reçut de son beau-père un emplacement pour fonder la ville. Donc, Marseille fut fondée près de l'embouchure du Rhône, dans un golfe isolé, comme dans un recoin de la mer. Cependant les Ligures, jaloux de la croissance de la ville, harcelaient de guerres continuelles les Grecs qui firent tant d'efforts en repoussant les dangers, qu'après avoir vaincu les ennemis, ils établirent beaucoup de colonies sur les terres dont ils s'étaient emparés. »

## Les relations difficiles avec les Grecs
« À la mort de Nannus, roi des Ségobriges, qui avait donné aux Phocéens un endroit pour fonder leur ville, son fils Comanus ayant pris sa place, un roitelet lui affirma qu'un jour Marseille causerait la ruine des peuples voisins et qu'il fallait l'écraser à sa naissance même, de peur que plus tard, devenue plus forte, elle ne l'accablât lui-même. Il ajoute encore cette fable: « Un jour une chienne pleine demanda en suppliant à un berger un endroit pour mettre bas. L'ayant obtenu, elle demanda encore la permission d'y élever ses petits. À la fin, ses petits étant devenus grands, appuyée sur sa garnison domestique, elle s'arrogea la propriété du lieu ». De même ces Marseillais, qui semblaient à présent être des locataires, se rendraient un jour maîtres du pays. Excité par ces conseils, le roi tend un piège aux Marseillais. Le jour de la fête de Flore, il envoie dans la ville, à titre d'hôtes, un grand nombre d'hommes vaillants et intrépides et en fait mener un grand nombre encore dans des chariots, où ils se tiennent cachés sous des joncs et des feuillages. Lui-même se cache avec une armée dans les montagnes les plus voisines, afin que, lorsque les portes seraient ouvertes la nuit par les émissaires que j'ai dits, il se trouvât juste à point à l'attaque et fondît à main armée sur la ville ensevelie dans le sommeil et dans le vin.
Mais une femme, parente du roi trahit la conspiration. Elle avait un jeune Grec pour amant. Touchée de la beauté du jeune homme, elle lui révéla dans une étreinte, le secret de l'embuscade, en l'engageant à se dérober au péril. Celui-ci rapporte aussitôt la chose aux magistrats, et, le piège ainsi découvert, tous les Ligures sont arrêtés et l'on tire au jour ceux qui étaient cachés sous les joncs. On les égorge tous et au piège du roi on oppose un autre piège; il y périt lui-même avec sept mille des siens. Depuis ce temps, les Marseillais ferment leurs portes aux jours de fête, veillent, montent la garde sur les remparts, reconnaissent les étrangers, se tiennent en surveillance et gardent la ville en temps de paix, comme s'ils étaient en temps de guerre. C'est ainsi que l'on conserve les bonnes institutions, moins par nécessité que par habitude de bien faire. »
Le caractère mythique de cette histoire d'attaque manquée a été prouvée par 
Marcel Moulder en 2004 
À la suite de cet échec, Massalia prit de l'importance et le nom des Ségobriges finit par s'estomper